# Warga Lajos
Tamáshidai Warga Lajos (Kolozsvár, 1835. augusztus 19. – Sárospatak, 1900. május 17.) református teológiai tanár, vallástörténész.

## Élete
Szülővárosában 1842 őszén kezdett tanulni. A szabadságharc megszakította iskolai pályáját és ekkor kereskedő lett. Öt év múlva azonban újra tanuláshoz fogott, olyan sikerrel, hogy már 1856-ban elvégezte a gimnáziumot. Szülővárosában hallgatott 1860-ban a teológiai tanfolyamot. Ezt követöen egy évig ugyanott köztanító volt. 1861-ben külföldre ment és október 22-én a Jénai Egyetemere iratkozott be, majd a berlini és zürichi egyetemeken is tanult. 
Hazatérve egy ideig nevelősködött, majd 1866-ban Hódmezővásárhelyen gimnáziumi tanár lett. Egy év múlva ismét nevelőnek ment, de már 1868 elején Sárospatakon akadémiai magán-tanári állást foglalt el. Ez év nyarán ugyanott a teológiai fakultás rendkívüli, 1869-ban pedig rendes tanárává választották és haláláig ott működött, leginkább az egyháztörténelem körébe vágó tudományokat tanított. Választmányi tagja volt a Magyar Protestáns Irodalmi Társaságnak. 1900-ben hunyt el 64 éves korában. Olajfestésű arcképe a sárospataki főiskola tanácstermében látható.

## Művei
Folyóiratcikkei a sárospataki református főgymnasium Értesítőjében (1873. Igazgatói zárbeszéd); a Figyelőben (XXIV. 1888. Kulcsár Györgyről); Radácsi, Emlékjelek. Sárospatak, 1906. 1. k. 208-248. l. c. munkában (Önéletrajz.) jelentek meg. Jelentősebb tanulmánya még: Emlékezés az 1790–91. évi országgyűlés XXVI. törvénycikkének keletkezésére… (Sárospataki Lapok, 1891).
Önállóan a következő művei kerültek kiadásra:
- A keresztyén egyház történelme. Kézirat gyanánt kiadták hallgatói. Sárospatak, 1870-1876. Két kötet. 
  - I. újabb kiadása: Sárospatak, 1880-87. A III. kötet befejezetlen, amelynek átdolgozott kiadása kézirat helyett megjelent a «Ker. Egyháztörténelem»-nek II. köt. első kiadásában. (elektronikus elérhetőség → I. kötet, II. kötet)
  - II. újabb kiadása: Református Egyházi Könyvtár-sorozat 1–3. kötet. Szerkeszti dr. Antal Géza. (8-r.) Sárospatak, 1906–1908: átnézte Zoványi Jenő: 1. kötet. A reformáció előtti korszak. (XVI, 566 l.) 1906., 2–3. kötet. A reformáció utáni korszak. (XIV, 864 és VIII, 746 l.) 1908.
- Képes játékkönyv. Sárospatak, év. n.